# Кужентник
Курятник (пол. Kurzętnik, нім. Kauernik) — село в Польщі, у гміні Кужентник Новомейського повіту Вармінсько-Мазурського воєводства.
Населення — 3142 особи (2011).
У 1975-1998 роках село належало до Торунського воєводства.

## Демографія
Демографічна структура станом на 31 березня 2011 року:
|          | Загалом | Допрацездатний вік | Працездатний вік | Постпрацездатний вік |
| -------- | ------- | ------------------ | ---------------- | -------------------- |
| Чоловіки | 1535    | 333                | 1087             | 115                  |
| Жінки    | 1607    | 334                | 963              | 310                  |
| Разом    | 3142    | 667                | 2050             | 425                  |